# Niko Pirosmani
Niko Pirosmanaixvili (georgià: ნიკო ფიროსმანაშვილი; Mirzaani, Geòrgia, 5 maig de 1862 - Tbilisi, Geòrgia, 9 abril 1918), conegut també com a Niko Pirosmani, va ser un pintor primitivista georgià.

## Biografia
Niko Pirosmanaixvili va néixer el 5 de maig de 1862 al poblat de Mirzaani, província de Kakhètia, Geòrgia, fill d'una família de pagesos, propietaris d'una petita vinya. Aviat es va quedar orfe i va ser posat sota la tutela de les seves dues germanes grans. Cap al 1870 es va mudar a Tbilisi, i el 1872 va entrar a treballar com a servent de famílies adinerades. Va aprendre a escriure rus i georgià. En 1876 va tornar a Mirzaani i va començar a treballar com a pastor.
Autodidacta, una de les seves especialitats va ser la pintura directa sobre hule negre. El 1882 va obrir un taller a Tbilisi el qual no va prosperar. El 1890 va treballar com a conductor de trens, i el 1895 va treballar com a creador de cartells. El 1893 va cofundar una granja a Tbilisi que va abandonar el 1901. Al llarg de la seva vida, la qual va passar sempre en la pobresa, va realitzar treballs comuns que anaven des de pintar cases fins a emblanquinar façanes. Tot i que les seves pintures van aconseguir una popularitat local la seva relació amb artistes professionals va ser difícil. Guanyar-se la vida sempre va ser una tasca més important per a ell que l'estètica abstracta. L'abril de 1918 va morir de desnutrició i insuficiència hepàtica. Va ser enterrat al cementiri Nino, encara que el lloc exacte es desconeix, ja que no va ser registrat.

## Obra
A principis del segle xx, Niko Pirosmanaixvili va viure en un petit departament no lluny de l'estació de ferrocarrils de Tbilisi. Les seves pintures van incloure vastes escenes locals i retrats imaginaris de figures històriques georgianes, com algunes de Shota Rustaveli i la Reina Tamara, a més de retratar georgians comuns i el seu quefer diari.

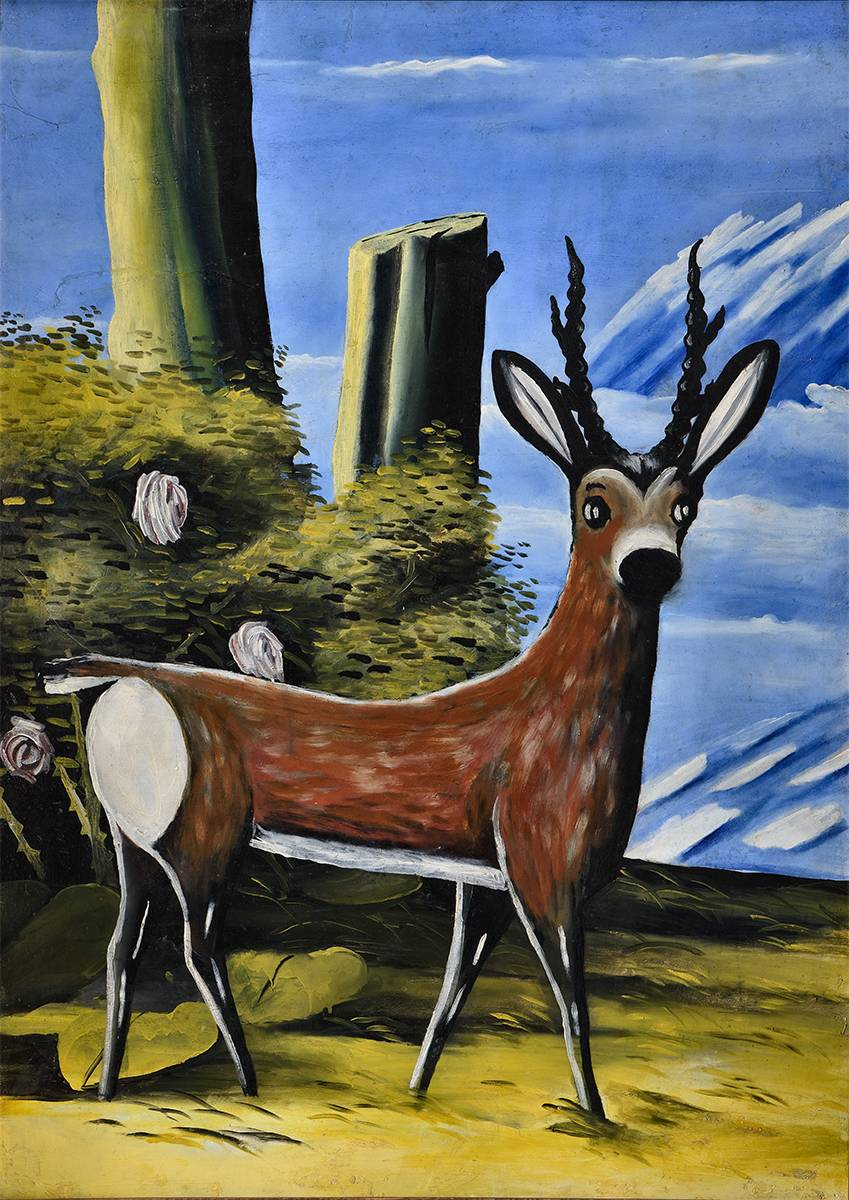
El cabirol, 1913, Museu de Belles Arts Shalva Amiranashvili.

El 1910 es va guanyar l'entusiasme crític del poeta rus Mikhaïl Li-Dantue i de l'artista Kiril Zdanevich i el seu germà Iliá Zdanevich. Aquest va escriure una carta sobre Pirosmanaixvili al diari Zakavkázskaia Rech, publicada el 13 de febrer de 1913. També va publicitar Pirosmanaixvili a Moscou. L'edició del 7 de gener del diari moscovita Moskóvskaia Gazeta contenia una nota sobre l'exhibició Mishen on es van exhibir algunes obres de pintors autodidactes, entre les quals n'hi havia quatre de Pirosmanaixvili: Retrat de Zdanevich, Natura morta, Dona amb una gerra de cervesa i El cabirol. Els crítics que van escriure després en el mateix diari van quedar impressionats pel seu talent. Aquell mateix any es va publicar un article sobre l'obra de Niko Pirosmanaixvili al diari georgià Temi.

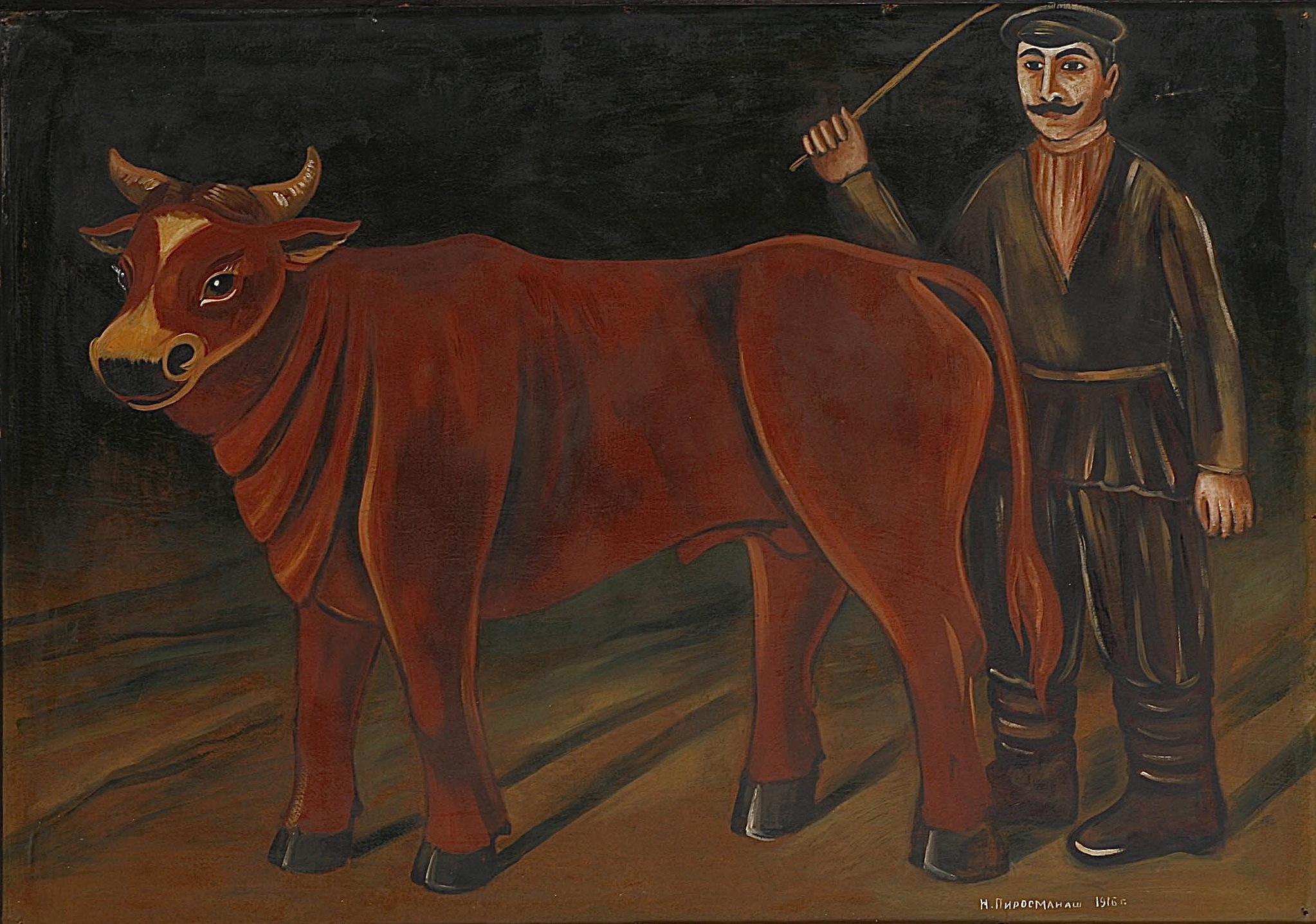
Niko Pirosmani, Granger amb un bou (1916), Centre M.T. Abraham

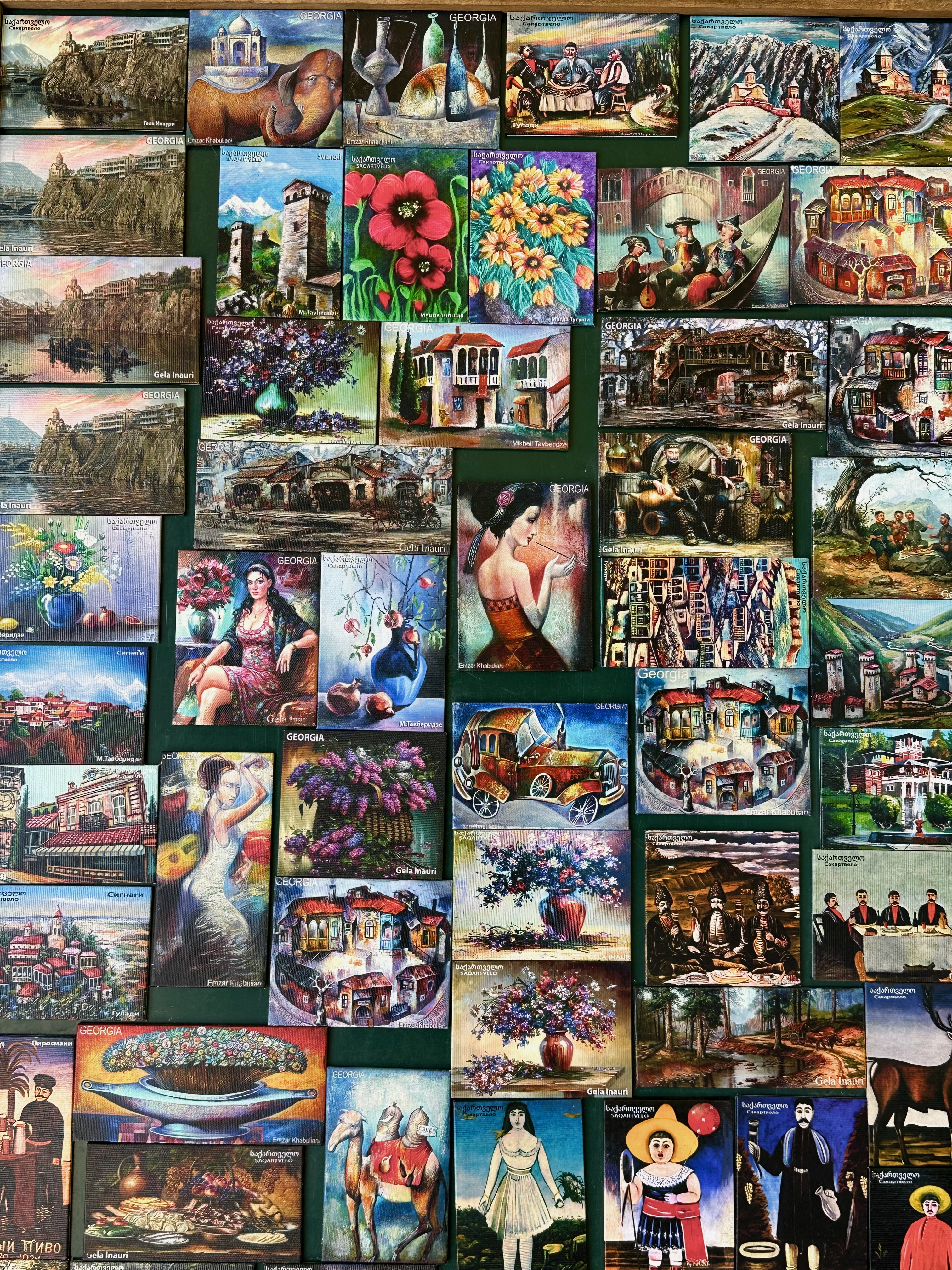
Magnets de pintures de Niko Pirosmani al castell de Rabati

La Societat de Pintors Georgians, fundada per Dito Xevardnadze el 1916, va convidar Pirosmanaixvili a les seves reunions on el van acollir, però la seva relació amb la societat no va ser fàcil. Tot i haver mostrat a la societat la seva pintura Boda georgiana, un dels membres va publicar una caricatura d'ell que el va ofendre considerablement. La seva contínua pobresa, unida als problemes econòmics derivats de la Primera Guerra Mundial, van provocar que la seva vida acabés amb la seva obra sense reconeixement.
Després de la guerra va desenvolupar una reputació internacional, en guanyar-se l'admiració com a pintor naïf a París i en altres llocs. El primer llibre sobre Pirosmanaixvili va ser publicat en georgià, rus i francès el 1926. Fins i tot la seva figura va inspirar que Pablo Picasso fes un esbós de retrat el 1972. Tot i que avui en dia han sobreviscut al voltant de 200 pintures, s'han fet exhibicions de la seva obra en diferents ciutats, des de Kíev (1931), Varsòvia (1968), París (1969), Viena (1969), Niça i Marsella (1983), Tòquio (1986), Zuric (1995), Torí (2002), Istanbul (2008) i Vílnius (2008-2009).
La vida i l'obra de Pirosmani ha estat el tema d'almenys 3 films soviètics: El director georgià Guiorgui Xenguelaia rodà la pel·lícula Pirosmani (1969) basada en la vida del pintor. El 1980 els directors Amiran Darsavelidze i Grigori Lortkipanidze van dirigir el biòpic Здравствуйте, все! (Hola a tothom).i l'any 1986 Serguei Parajanov va fer un curtmetratge documental sobre Pirosmani titulat en rus Арабески на тему Пиросмани (Arabescs sobre el tema Pirosmani).
La popular cançó russa Миллион алых роз (un milió de roses escarlata) està inspirada en una anècdota segons la qual Niko Pirosmani es va vendre la casa i tots els quadres que posseïa per comprar flors per a l'actriu francesa Marguerite de Sèvres de qui s'havia enamorat.